# Meriones persicus
Meriones persicus är en däggdjursart som först beskrevs av Blanford 1875.  Meriones persicus ingår i släktet Meriones och familjen råttdjur. IUCN kategoriserar arten globalt som livskraftig. Inga underarter finns listade i Catalogue of Life.

## Utseende
Med en kroppslängd (huvud och bål) av 120 till 165 mm, en svanslängd av 125 till 190 mm och en vikt av 80 till 140 g är arten en medelstor ökenråtta. Den har 36 till 45mm långa bakfötter med nakna sulor och 20 till 27 mm stora öron. Den mjuka och tjocka pälsen på ovansidan är beroende på utbredning rosabrun till rödbrun. Det finns en ganska tydlig gräns mot den ljusgråa till vita undersidan. Långa mörkgråa hår bidar vid svansens spets en tofs. På huvudet är kinderna ljusare än andra delar. Arten har en diploid kromosomuppsättning med 42 kromosomer (2n=42).

## Utbredning
Denna ökenråtta förekommer från östra Turkiet, Armenien och Azerbajdzjan över nordöstra Irak, Iran och Turkmenistan till Afghanistan och västra Pakistan. Den lever i låglandet samt i bergstrakter och på högplatå upp till 3250 meter över havet. Habitatet utgörs av halvöknar, klippiga bergstrakter och stäpper. Arten besöker även jordbruksmark.

## Ekologi
Individerna är aktiva på natten. De gömmer sig i bergssprickor eller i mer eller mindre komplexa tunnelsystem som de gräver själva. De största underjordiska bon hade gånger som tillsammans var upp till 20 meter långa och de djupaste delarna grävdes 1 meter under markytan. Meriones persicus håller ingen vinterdvala men den kan inta ett stelt tillstånd (torpor) vid kallt väder. Denna gnagare äter frön, blommor, bär, rötter, örter och andra gröna växtdelar. Ibland kompletteras födan med insekter. Vanligen transporteras frön till boet före vintern. I nästet registrerades bland annan frön av lostor (Bromus), kornsläktet (Hordeum), elmar (Elymus), svinglar (Festuca) och lusernsläktet.
I norra och östra delen av utbredningsområdet sker fortplantningen mellan senvåren och sensommaren. I andra regioner kan honor para sig från och med mars. Efter ungefär 28 dagar dräktighet föds 2 till 11 ungar. Hos Meriones persicus har nyfödda ungar slutna ögon och de saknar hår. Ögonen öppnas efter cirka 15 dagar.